# Regla de Farrar
La regla de Farrar, conocida por los apicultores hace muchos años, dice que cuanto más aumenta la población de una colmena mayor es la producción individual de cada abeja. Esto equivale a decir que aumenta la productividad y se conoce como un principio de sinergia. Esto se debe a que a medida que aumenta el número de abejas de una colmena, también aumenta la proporción de pecoreadoras, según el siguiente cuadro (Reid, 1980):
| Total de obreras        | 10.000 | 20.000 | 30.000 | 40.000 | 50.000 | 60.000 |
| Pecoreadoras            | 2.000  | 5.000  | 10.000 | 20.000 | 30.000 | 39.000 |
| Porcentaje pecoreadoras | 20 %   | 25 %   | 30 %   | 50 %   | 60 %   | 65 %   |
| Peso de la población    | 1 kg   | 2 kg   | 3 kg   | 4 kg   | 5 kg   | 6 kg   |
| Rendimiento miel        | 1 kg   | 4 kg   | 9 kg   | 16 kg  | 25 kg  | 36 kg  |

También podemos hacer un cálculo matemático por el cual conociendo la población de abejas de una colmena, puede estimarse la producción de esta aproximadamente. Decimos que la capacidad de producción es igual al cuadrado del peso de la población.
Si una cámara de cría llena tiene 10.000 abejas y sabemos que 10.000 abejas pesan aproximadamente 1 kg. Una colmena que posee 50.000 abejas estará en capacidad de producir 5 al cuadrado lo que significa 25 kg de miel.

## Historia
En 1937, el entomólogo y apicultor estadounidense Profesor Dr. Clayton Leon Farrar, que trabajó en el Ministerio de Agricultura de los Estados Unidos a cargo de la Honey Bee Research Unit (HBRU) entre 1958 a 1961, estando a cargo de él, realizó varias investigaciones sobre el comportamiento de las abejas, al estudiar su dinámica poblacional y curvas de crecimiento, observando el crecimiento y decrecimiento de la población de abejas a lo largo de una temporada.
Los descubrimientos del Dr. Farrar, tienen una implicancia práctica en la producción de miel, y abejas. Si bien su nombre es mencionado en el ABC & XYZ de Root y en la colmena y La abeja melífera de Dadant; no se ha valorado positivamente la magnitud de tales conclusiones. Es por ello que aquí nos atrevemos a elevar a la categoría de Regla Sinergética sus conclusiones:
- La producción de miel es directamente proporcional a la población de abejas de una colmena.
- Una colonia grande tiene una proporción de abejas pecoreadoras mayor que en una colonia chica. Por ello Farrar indica que una colonia de 60.000 abejas produce 1,54 veces más miel que cuatro de 15.000 abejas; que una colonia de 45.000 abejas produce 1,48 veces más miel que tres colonias de 15.000 abejas; que una colonia de 30.000 abejas produce 1,36 veces más miel que dos colonias de 15.000 abejas.
- La relación cantidad de abejas adultas respecto a cantidad de cría disminuye con el aumento del tamaño de la población de la colonia. Una colmena grande puede tener una relación 1 abeja adulta por larva, mientras que una colmena pequeña tiene una relación de 2 larvar por abeja adulta. Podemos inferir que la colmena en crecimiento se comporta como Estratega R, una vez que alcanzó el equilibrio poblacional se comporta como Estratega K. Este tipo de selección por el cual transita una colmena en la temporada es la explicación de la alta tasa de reproducción o enjambrazón de las Abejas africanizadas que constantemente mantiene sus enjambres/colmenas en estado juvenil.
- La proporción entre la cría operculada y la población adulta disminuye ente un 10% y un 14% por cada incremento de 10.000 abejas.

| Cría operculada      | 40.000 | 45.000 | 50.000 | 55.000 | 60.000 |
| Obreras Pecoreadoras | 20.000 | 30.000 | 40.000 | 50.000 | 60.000 |

- En condiciones adecuadas de flujos nectaríferos, la cantidad de miel potencial que puede producir una colmena (producción de miel) tendría que ser igual al cuadrado de los kg, de abejas que tiene en ese momento. Si en principio estos conceptos suenan confusos, esperamos que las siguientes aclaraciones contribuyan a su comprensión. Si consideramos que 1 kg de abejas contiene aproximadamente unas 10.000 obreras y que de un cuadro de cría bien operculado nacerán unas 5.000 obreras podemos iniciar la explicación.

| Total de obreras     | 10.000 | 20.000 | 30.000 | 40.000 | 50.000 | 60.000 |
| Peso de la población | 1 kg   | 2 kg   | 3 kg   | 4 kg   | 5 kg   | 6 kg   |
| Rendimiento miel     | 1 kg   | 4 kg   | 9 kg   | 16 kg  | 25 kg  | 36 kg  |